# Tycherus juvenilis
Tycherus juvenilis là một loài tò vò trong họ Ichneumonidae.